# Vicent Torres Aguado
Vicent Torres Aguado (Picassent, Horta Sud, 1956) és un escriptor valencià. Llicenciat en Filologia Hispànica per la Universitat de València (1978) i en Ciències Eclesiàstiques per la Facultat de Teologia Sant Vicent Ferrer de València (1983).
En el camp literari, Torres ha actuat en el gènere de la poesia. L'any 1994 va publicar la seua primera obra, Quan indagues l'instant, editat per Germania, la mateixa casa amb la qual treballarà per al seu segon volum, aparegut quasi dues dècades després, La mar i els blaus (2013). D'aleshores ençà, ha encadenat diversos guardons i respectives publicacions, com el XVII Certamen de Poesia Marc Granell - Vila d'Almussafes amb Poemes de la llum (Edicions 96, 2014), el XVII Premi de Poesia Jaume Bru i Vidal - Ciutat de Sagunt amb Celebració (Onada Edicions, 2015), el XX Premi de Poesia Josep Maria Ribelles de Puçol (2016) amb Les hores ermes (Onada Edicions, 2017). També és l'autor dels poemaris: La pedra i la memòria, editat a la col·lecció "Plecs de la Paraula" de Ediciones Babilonia (2016) i de Al caliu de la tardor i El temps no acompanya en l'Editorial Neopàtria (2018). En octubre de 2019, la mateixa editorial, va publicar dos poemaris nous de l'autor en un mateix volum: La llum de les parpelles i La taula parada. En novembre de 2020, i de nou, amb Neopàtria, edita una antologia de tots els textos que romanien inèdits anteriors a la publicació de La mar i els blaus, per presentar al lector tota la seua trajectòria poètica. Aquest recull s'anomena Poemes 1987-2012. Recull personal; així, Vicent ens deixa constància de la seua producció literària iniciada a finals de la dècada dels anys vuitanta del segle passat. Al 2021 és guardonat amb el VI Premi de poesia Xavier Casp - Ciutat de Carlet que publicà la seua obra Les estances (2022) amb l'editorial Neopàtria; així mateix rep el 2022 el XXII Premi de poesia Antoni Matutano Vila d'Almassora amb Memòria de la mar (2023) publicat per Onada Edicions.
Alguns dels poemes de Vicent Torres, concretament de l'obra Les hores ermes, han estat musicats per a piano i veu pel compositor Antón García Abril; l'estrena esdevingué en la ciutat de Viena en març de 2018. El recull, s'anomena Cançons d'absència i fou interpretat per la soprano Lucía Castelló i el pianista Alejandro Zabala.
En l'àmbit d'investigació ha publicat l'estudi Aspectos sociales y educativos del personaje del sacerdote en la literatura española del siglo XX (Publicacions de la Universitat de València, 2010).

### Poesia
- Quan indagues l'instant (Germania, 1994)
- La mar i els blaus (Germania, 2013)
- Poemes de la llum (Edicions 96, 2014 - Premi Marc Granell)
- Celebració (Onada Edicions, 2015 - Premi Jaume Bru i Vidal)
- La pedra i la memòria (Babilonia Ediciones. 2016)
- Les hores ermes (Onada Edicions. Premi Josep Ribelles. 2017)
- Al caliu de la tardor i El temps no acompanya (Neopàtria, 2018)
- 99 poemes per a Nadal. Publicació col·lectiva (Neopàtria, 2018)
- La llum de les parpelles i La taula parada (Neopàtria, 2019)
- Poemes 1987-2012. Recull personal (Neopàtria, 2020)
- Les estances (Neopàtria, 2022 - VI Premi de poesia Xavier Casp)
- Memòria de la mar (Onada edicions 2023 - XXII Premi Poesia Antoni Matutano)

### Estudis literaris
- Aspectos sociales y educativos del personaje del sacerdote en la literatura española del siglo XX (PUV, 2010)

### Articles de divulgació
- Retaule de Nostra senyora de Vallivana de Picassent (M.I. Ajuntament de Picassent, 2007)
- Picassent: la qüestió del nom. Col·laboració amb Manuel Febrer Romaguera (M.I. Ajuntament de Picassent, 2019)